# Die Kinder von Paris
Die Kinder von Paris ist der Titel eines 2010 produzierten französisch-deutsch-ungarischen Historienfilms. Das Drehbuch basiert auf einer wahren Begebenheit und rekonstruiert die Ereignisse rund um die Rafle du Vélodrome genannte Razzia und Judendeportation vom Sommer 1942 in Paris. Im Mittelpunkt steht die historisch verbürgte Person Joseph Weismann (* 1931), der im Film von Hugo Leverdez verkörpert wird.

## Handlung

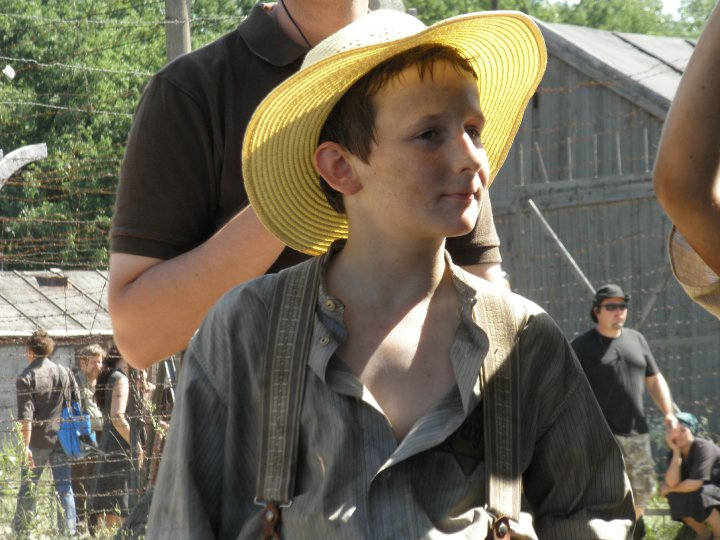
Simon Zygler (Oliver Cywie)

Der elfjährige Junge Jo Weismann lebt mit seinen Eltern und seiner älteren Schwester Rachel und seiner jüngeren Schwester Charlotte in Paris, einer Stadt, die von den Deutschen besetzt ist. Darum muss er, wie andere jüdische Kinder auch, den Judenstern tragen und darf auf Anordnung des Regimes bald nicht mehr mit den Freunden den Park zum Spielen betreten. Doch das NS-Regime will mehr. Um die Endlösung der Judenfrage zu forcieren, beschließen die Machthaber im Rahmen einer morgendlichen Razzia sämtliche Juden aus Paris zu deportieren. Um nicht in Konflikt mit dem mehr oder weniger kollaborierenden Vichy-Regime Frankreichs zu geraten, sollen zunächst ausschließlich pro Forma staatenlose Juden aus Polen oder dem ehemaligen Österreich dieser Deportation zum Opfer fallen. Zu diesen Juden gehört auch die Familie Weismann, die aus Polen stammt. Von französischen Polizeieinheiten werden am 17. Juli 1942 13.000 Juden zusammengetrieben. Jo Weismann muss mit ansehen, wie sein gleichaltriger Freund Simon Zygler mit seiner Mutter von der Gruppe der Familie getrennt wird. Ledige Mütter mit ihren Kindern sollen nämlich gleich auf Anweisung des NS-Regimes in die Vernichtungslager im Osten deportiert werden. Auch jüdische Weltkriegsveteranen werden bei der unbarmherzigen Razzia nicht verschont. Dennoch gelingt es immer wieder französischen Christen, jüdische Kinder als ihre eigenen auszugeben und auf diese Weise zumindest einige Kinder dieses Mal vor der Deportation zu bewahren. 7000 Menschen werden mit Straßenbahnen zum Vélodrome d’Hiver gebracht. Hier werden sie fünf Tage unter katastrophalen hygienischen Zuständen zusammengepfercht. Lebensmittel und sauberes Wasser werden knapp. Hier bemühen sich der jüdische Arzt Dr. David Scheinbaum sowie die protestantische Krankenschwester Annette Monod, den Menschen unter hohem persönlichen Einsatz zu helfen. Es gibt einzelne Franzosen, die inmitten all des Leids Menschen helfen. So gibt es Feuerwehrleute, die den Menschen den Zugang zu Wasser ermöglichen und auch einen Hausmeister, der die Jüdin Anna Traube als seine Frau ausgibt, so dass sie das Rennradstadion verlassen kann.
Fünf Tage später werden die Juden mit Viehtransportwaggons in das Konzentrationslager bei Beaune-la-Rolande deportiert. Obwohl sie es nicht müsste, begleitet Krankenschwester Monod ihre Schützlinge dorthin. Auch dort kümmert sie sich um die Kinder und muss ihnen erklären, weshalb sie das Lager nicht verlassen dürfen, und zugleich nicht den Mut nehmen, dass sie eines Tages erwachsen sein werden. Schließlich kommt für die Gefangenen der nächste Schicksalsschlag. Das Regime hat befohlen, auch die in Frankreich noch verbliebenen Juden nach Auschwitz zu deportieren. Da nicht genügend Züge vorhanden sind, werden Eltern gnadenlos von ihren Kindern getrennt und werden als Erste abtransportiert. Jo muss, bevor er seiner Mutter aus den Armen gerissen wird, dieser versprechen, zu überleben. Wenige Tage später sollen auch die Kinder ihren Eltern in die Vernichtungslager folgen. Jo hat vor, das Versprechen an seine Mutter einzulösen, und tatsächlich gelingt ihm gemeinsam mit einem anderen Jungen die Flucht aus dem Lager. Entsetzt muss er am nächsten Tag neben einem Bahndamm den Zug sehen, in dem die Kinder aus dem KZ Beaune weg transportiert werden.
Paris, 1945. Der Krieg ist zu Ende. Die Krankenschwester Monod kümmert sich nach wie vor um heimatlose Kinder. In einem Sammelpunkt für Heimkehrer und Überlebende der Konzentrationslager sieht sie eines Tages Jo. Er hat überlebt und wurde von einem Bauernehepaar adoptiert.

## Kritik
„Endlich ein Film aus Frankreich, der bewegend zeigt, dass die Nazis auch in Frankreich bereitwillige Helfer hatten. So wird das dunkle Kapitel europäischer Geschichte hier von einer bislang wenig bekannten Seite beleuchtet. Als Aufhänger diente das authentische Schicksal von Joseph Weismann, der die Gräuel überlebte. Allerdings kann sich die Regisseurin Rose Bosch nicht wirklich entscheiden, wessen Geschichte sie nun erzählen will: die der jüdischen Familie, der couragierten Rotkreuzschwester oder des jüdischen Arztes. Hier wäre etwas weniger zwecks Verdichtung definitiv mehr gewesen.“

„Tatsächlich gehört ‚Die Kinder von Paris‘ eher zu jener Art jüngerer Anti-Nazi-Filme, denen das historische Grauen vor allem als hochdramatisches Bildmaterial dient. Auch etwa Mark Hermans KZ-Drama ‚Der Junge im gestreiften Pyjama‘ (2008) nimmt die Kinderperspektive und damit vor allem eine pädagogische Haltung ein. Das ist gesellschaftlich so nützlich, wie es dem Film selbst zu jenem Erfolg verhilft, den er durchaus verdient. Die schlichten Mittel aber, mit denen Filmemacher versuchen, Gefühle zu mobilisieren – und seien es die besten –, sollte man immer kritisieren.“

„Erzählt aus der Perspektive eines elfjährigen Jungen, dessen Familie in die Mühlen der Ereignisse gerät, räumt das Drama mit dem französischen Mythos auf, ein Volk von Widerstandskämpfern gewesen zu sein. Damit hat der Film in Frankreich die Aufarbeitung des lange tabuisierten Themas angestoßen, bleibt letztlich aber bei aller emotionalen Kraft doch zu sehr an der Oberfläche.“

## Hintergrundinformationen
Mit einem Produktionsbudget von 20 Millionen Euro fand der Großteil der Dreharbeiten zwischen Mai und August 2009 zum Teil an Originalschauplätzen in Paris, darunter am Montmartre, statt. Die Szenen, die im inzwischen abgerissenen Vélodrome d’Hiver spielen sowie das Lager Beaune-la-Rolande wurden in den Mafilm Studios bei Budapest in Ungarn rekonstruiert. Auf dem Set des Konzentrationslagers entstand bereits 1983 der Film Der Schrei nach Leben mit Michael York und Brigitte Fossey in den Hauptrollen.
Die Kinder von Paris kam am 10. März 2010 in Frankreich, Belgien und der französischsprachigen Schweiz in die Kinos. Im Juli 2010 wurde er beim Internationalen Filmfestival in Jerusalem präsentiert. Allein am Eröffnungswochenende spielte der Film in Frankreich 4,2 Millionen Euro ein.
Der Film ist zugleich einer der ersten Shoah-Filme, in denen nicht unmittelbar die Verbrechen der Deutschen, sondern auch die Kollaboration vieler Franzosen sowie deren Verstrickungen in die Verbrechen des NS-Regimes thematisiert werden.

## Filmfassungen
Es gibt zwei Filmfassungen. Während die deutsche DVD-Fassung 115 Minuten lang ist, gibt es die französische Originalfassung, die rund 5 Minuten länger ist. In diesen Szenen wird Hitler gezeigt, der zusammen mit Himmler die weiteren Schritte bespricht, um Frankreich „judenfrei“ zu machen. Hitler und Himmler werden dabei von deutschen Schauspielern, Udo Schenk und Thomas Darchinger, verkörpert. Eine weitere Szene spielt auf dem Obersalzberg (Machtzentrale im Sommer), wiederum mit Hitler und Himmler als Protagonisten. In dieser Szene ist auch kurz Eva Braun zu sehen, die von der Schauspielerin Franziska Schubert dargestellt wird.

## Synchronsprecher
Die Synchronsprecher für die deutsche Fassung:
| - Dr. David Scheinbaum: Joachim Kerzel - Annette Monod: Stephanie Kellner - Schmuel Weismann: Philipp Brammer - Sura Weissmann: Claudia Lössl - Jo Weismann: Matthias Feldhöfer - Symon Ziegler: Julian Rehrl - Corot: Michael Roll - Hélène Timonier: Elisabeth Günther - Philippe Pétain: Fred Maire - Nono Ziegler: Marc Fuhr - Bella Ziegler: Alexandra Ludwig - Dina Traube: Irina Wanka - Rachel Weismann: Laura Maire - Anna Traube: Malika Bayerwaltes - Concierge: Angelika Bender - Capitaine Pierret: Tobias Lelle | - Dr. Jousse: Dietmar Wunder - Charlotte Weismann: Maresa Sedlmeir - Priester Bernard: Ekkehardt Belle - Louise Ziegler: Marcia von Rebay - Bäckerin: Dagmar Heller - Jean Leguay: Claus Brockmeyer - Emile Hennequin: Gudo Hoegel - Polizist Weissmann: Manuel Straube - Milicien Weismann: Patrick Roche - Gaston Roques: Thomas Wenke - Gardier Ziegler: Florian Brückner - Generaladjutant Desnoyers: Ulrich Frank - Joseph Kogan: Paul Deny - Lucien Timonier: Lenny Peteanu - Milicien Traube: Stefan Günther - Matthey Joanis: Eva Maria Bayerwaltes |